# BlackBerry OS
BlackBerry OS is het door RIM ontwikkelde besturingssysteem voor hun BlackBerry-smartphones. Het besturingssysteem voorziet in multitasking, en voorziet in specifieke ondersteuning voor de op de BlackBerry gebruikte invoerapparatuur, zoals de trackball, en recent het trackpad en het aanraakscherm.
Het BlackBerry-platform is bekend geworden doordat er van het begin af aan ondersteuning was voor bedrijfse-mail door het gebruik van MIDP 1.0 (en recentelijk delen van de MIDP 2.0-specificatie). Dit maakt het mogelijk in samenhang met een BlackBerry Enterprise Server e-mail, notities en kalenderafspraken vanuit e-mailsystemen zoals Microsoft Exchange, Lotus Domino of Novell Groupwise met een mobiele telefoon te synchroniseren. Het besturingssysteem kent ook ondersteuning voor WAP 1.2.
Updates voor het besturingssysteem kunnen automatisch draadloos doorgestuurd worden door providers die de BlackBerry OTASL ("over the air software loading")-dienst ondersteunen.
Externe softwareontwikkelaars kunnen software voor dit besturingssysteem schrijven door gebruik te maken van de BlackBerry API classes; applicaties die van bepaalde functionaliteiten gebruikmaken zijn verplicht een digitale handtekening te hebben.

## Huidige versies
Alhoewel RIM frequent nieuwe versies van het besturingssysteem voor de verschillende apparaten uitbrengt, zijn het de providers die bepalen of en wanneer een zekere versie wordt uitgerold.
| Model | Naam                   | Invoer                | OS    | Opmerkingen         |
| ----- | ---------------------- | --------------------- | ----- | ------------------- |
|       |                        |                       |       |                     |
| 8100  | Pearl                  | Trackball             | 4.5   |                     |
| 8110  | Pearl                  | Trackball             | 4.5   |                     |
| 8120  | Pearl                  | Trackball             | 4.5   |                     |
| 8130  | Pearl                  | Trackball             | 4.5   |                     |
| 8220  | Pearl Flip (Kickstart) | Trackball             | 4.6   |                     |
| 8230  | Pearl Flip (Kickstart) | Trackball             | 4.6   |                     |
| 8300  | Curve                  | Trackball             | 4.5   |                     |
| 8310  | Curve                  | Trackball             | 4.5   |                     |
| 8320  | Curve                  | Trackball             | 4.5   |                     |
| 8330  | Curve                  | Trackball             | 5.0   |                     |
| 8350i | Curve                  | Trackball             | 5.0   |                     |
| 8800  | (Huron)                | Trackball             | 4.5   |                     |
| 8820  | (Huron)                | Trackball             | 4.5   |                     |
| 8830  | (Huron)                | Trackball             | 4.5   |                     |
| 8900  | Curve (Javelin)        | Trackball             | 5.0   |                     |
| 9000  | Bold                   | Trackball             | 5.0   |                     |
| 9630  | Tour                   | Trackball             | 5.0   |                     |
| 9650  | Bold                   | Trackpad              | 5.0   |                     |
| 9700  | Bold 2 (Onyx)          | Trackpad              | 5.0   | te updaten naar 6.0 |
| 9100  | Pearl 3G (Stratus)     | Trackpad              | 5.0   | te updaten naar 6.0 |
| 9300  | Curve 3G (Kepler)      | Trackpad              | 5.0   | te updaten naar 6.0 |
| 9320  | Curve                  | Trackpad              | 7.1   |                     |
| 9360  | Curve                  | Trackpad              | 7.0   | te updaten naar 7.1 |
| 9380  | Curve                  | Trackpad/ Touchscreen | 7.0   | te updaten naar 7.1 |
| 9670  | Flip 3G                | Trackpad              | 6.0   |                     |
| 9780  | Bold                   | Trackpad              | 6.0   |                     |
| 9790  | Bold                   | Trackpad/ Touchscreen | 7.0   |                     |
| 9900  | Bold                   | Trackpad/ Touchscreen | 7.0   | te updaten naar 7.1 |
| 8520  | Curve 2 (Gemini)       | Trackpad              | 5.0   |                     |
| 8530  | Curve 2 (Aries)        | Trackpad              | 5.0   |                     |
| 9800  | Torch                  | Trackpad/ Touchscreen | 6.0   |                     |
| 9810  | Torch                  | Trackpad/ Touchscreen | 7.0   | te updaten naar 7.1 |
| 9860  | Torch                  | Trackpad/ Touchscreen | 7.0   | te updaten naar 7.1 |
| 9500  | Storm                  | Touchscreen           | 5.0   |                     |
| 9530  | Storm                  | Touchscreen           | 5.0   |                     |
| 9550  | Storm 2                | Touchscreen           | 5.0   |                     |
| 7100i |                        | Trackwheel            | 4.1   |                     |
| 7130e |                        | Trackwheel            | 4.2.1 |                     |
| 8700  |                        | Trackwheel            | 4.2.1 |                     |
| 8700g |                        | Trackwheel            | 4.5   |                     |
| 8700r |                        | Trackwheel            | 4.2.1 |                     |
| 8703e |                        | Trackwheel            | 4.2.1 |                     |